# Distrito electoral de Plymouth (condado de Jefferson, Nebraska)
Plymouth (en inglés: Plymouth Precinct) es un distrito electoral ubicado en el condado de Jefferson en el estado estadounidense de Nebraska. En el Censo de 2010 tenía una población de 634 habitantes y una densidad poblacional de 6,84 personas por km².

## Geografía
Plymouth se encuentra ubicado en las coordenadas 40°18′52″N 96°58′7″O / 40.31444, -96.96861. Según la Oficina del Censo de los Estados Unidos, Plymouth tiene una superficie total de 92.7 km², de la cual 92.11 km² corresponden a tierra firme y (0.64%) 0.6 km² es agua.

## Demografía
Según el censo de 2010, había 634 personas residiendo en Plymouth. La densidad de población era de 6,84 hab./km². De los 634 habitantes, Plymouth estaba compuesto por el 98.26% blancos, el 0.16% eran afroamericanos, el 0% eran amerindios, el 0.47% eran asiáticos, el 0% eran isleños del Pacífico, el 0.63% eran de otras razas y el 0.47% pertenecían a dos o más razas. Del total de la población el 1.58% eran hispanos o latinos de cualquier raza.